# Nitrianská niva
Nitrianska niva je geomorfologický podcelek Podunajské pahorkatiny. Tvoří pás území kolem řek Nitra, Bebrava a částečně i Radošinka a Nitrica.

## Vymezení
Nitrianska niva leží v střední části Podunajské pahorkatiny a tvoří pás území v povodí řeky Nitra a jejích přítoků. Vede od Bánovců nad Bebravou a Partizánskeho přes Topoľčany a Nitru po severní okraj Nových Zámků. V severní polovině a na jihozápadě je obklopena Nitrianskou pahorkatinou, jižní okraj přechází do Podunajské roviny. Jihovýchodním směrem pokračuje Podunajská pahorkatina Hronskou pahorkatinou, Žitavskou nivou a Žitavskou pahorkatinou. Ve střední části v okolí Nitry sousedí niva s pohořím Tribeč a jeho podcelkem Zobor, na severovýchodě s podcelkem Rázdiel a v údolí Nitry sousedí Oslianská kotlina (podcelek Hornonitrianské kotliny). V údolí Nitrice se Nitrianska niva dotýká Strážovských vrchů a jejich podcelku Nitrické vrchy

## Členění
Nitrianska niva se dělí na 3 geomorfologické části:
- Bebravská niva
- Stredonitrianska niva
- Dolnonitrianska niva

## Chráněná území
Na území Nitrianské pahorkatiny leží několik maloplošných chráněných území:
- Lipovský park – chráněný areál
- Komjatický park – chráněný areál
- Meander Chrenovky – přírodní rezervace
- Čierna voda – přírodní rezervace
- Veľký les – přírodní rezervace
- Torozlín – přírodní rezervace
- Nitrica – přírodní památka[2]

## Osídlení
Nejdůležitějšími městskými sídly v oblasti jsou Nitra, Šurany, Topoľčany, Partizánske a Bánovce nad Bebravou. Zejména v jižní polovině jsou na říčních terasách archeologická naleziště pravěkých a ranněstředověkých osídlení, včetně velkomoravských dvorců a hradišť.

## Doprava
Důležité komunikace vedou zejména krajským městem Nitra; od Trnavy na Zlaté Moravce vede mezinárodní silnice E 58 v trase rychlostní silnice R1 a ze severu na jih vede celým údolím řeky Nitra silnice I/64 (Prievidza – Nové Zámky). Na severu prochází nivou silnice I/9 (Trenčín – Prievidza). Železniční doprava je zastoupena zejména regionálnými tratěmi; ze západu na východ vede trať Leopoldov – Kozárovce, Ponitrím potom trať do Prievidzy s odbočkou do Trenčína.